# Familia de medianoche
Familia de medianoche es un documental mexicano del 2019 escrito y dirigido por Luke Lorentzen, ganadora del premio de Mejor Documental en el Festival de Cine de Guadalajara.El documental sigue la vida diaria de una familia dueña de una ambulancia en la Ciudad de México, miembro de una red privada de dicho servicio.

## Resumen
Ante la escasez de ambulancias oficiales para atender a los más de 9 millones de habitantes de la Ciudad de México, el vacío se llena de manera informal con vehículos sin licencia y paramédicos empíricos que operan en contubernio con clínicas privadas. Con cercanía y afecto, Luke Lorentzen deposita su atención en una de estas ambulancias, perteneciente a la familia Ochoa, y crea un retrato de sus propietarios y la vívida ciudad por donde circulan.

## Premios y nominaciones
| Premio                                        | Categoría                                   | Nominados             | Resultado |
| --------------------------------------------- | ------------------------------------------- | --------------------- | --------- |
| Festival de Cine de Sundance                  | Gran Premio del Jurado                      | Familia de medianoche | Nominado  |
| Festival Internacional de Cine de Guadalajara | Premio Mezcal a Mejor largometraje mexicano | Familia de medianoche | Ganador   |
| Festival Internacional de Cine de Guadalajara | Premio Mezcal a Mejor dirección             | Luke Lorentzen        | Ganador   |
| Festival Internacional de Cine de Guanajuato  | Mejor documental mexicano                   | Familia de medianoche | Ganador   |
| Premios Ariel                                 | Mejor largometraje documental               | Luke Lorentzen        | Nominado  |

## Adaptación a televisión
El 16 de marzo de 2022, Apple TV anunció que realizaría una serie dramática para su plataforma Apple TV+ inspirada en este documental, con Yalitza Aparicio, Joaquín Cosío , Óscar Jaenada, Renata Vaca, Sergio Bautista, Johanna Murillo, Diego Calva, Mariana Gómez, José María de Tavira, Dolores Heredia e Itzan Escamilla. Natalia Beristáin fue anunciada como la encargada para dirigir el proyecto, teniendo al director Pablo Larraín y su hermano Juan de Dios Larraín como productores de la serie.

## Controversia
En 2023, una mujer que fue atendida por la ambulancia de la familia Ochoa y grabada por Lorentzen demandó al director, a las productoras y a las empresas Netflix, Apple TV+, Cinépolis y Claro Video por acciones que le generaron una violencia mediática y de género. La mujer, cuyo nombre se mantiene anónimo, afirmó en su demanda que, cuando fue atendida por la ambulancia después de sufrir violencia por parte de su pareja, nunca se le informó que estaba siendo videograbada para aparecer en una cinta con distribución comercial.